# Marcos Alicante
Marcos M. Alicante (Maasin, 25 april 1895 - 21 mei 1968) was een Filipijns bodemkundige. Alicante was een pionier op zijn vakgebied in de Filipijnen.

## Biografie
Marcos Alicante werd geboren op 25 april 1895 in de gemeente Maasin in de provincie Iloilo. Zijn ouders waren Dominga Oscares en Gregorio Alicante. Na het voltooien van de Manila High School in 1914 vertrok hij naar de Verenigde Staten waar hij als werkstudent studeerde aan de Oregon State University. In 1920 behaalde hij er een Bachelor-diploma en in 1921 een Master-diploma. Aansluitend kreeg hij een beurs voor een promotieonderzoek aan de University of Illinois. Daar voltooide hij in 1923 zijn Ph. D. met een scriptie getiteld: The Variability of the Module Bacteria of Legumes Outside the Plant.
In 1924 keerde hij terug in de Filipijnen. Hij werkte van 1924 tot 1929 als bodembioloog bij het Bureau of Science. Aansluitend werkte hij tot 1934 als bodemchemicus voor de Philippine Sugar Association en was hij van 1934 tot 1937 bodemtechnoloog bij het Bureau of Science. Van 1937 tot 1951 was hij hoofd van de divisie bodemonderzoek, onder het Bureau of Science (tot 1938) en daarna onder het Ministerie van Landbouw en Handel (tot 1946) en aansluitend het Ministerie van Landbouw en Natuurlijke Hulpbronnen. In 1951 werd Alicante benoemd tot eerste directeur van het nieuw opgerichte Bureau of Soils and Water Management. Deze functie vervulde hij tot aan zijn pensioen in 1960. 
Alicante was een groot deel van zijn carrière bezig met onderzoek naar en de classificatie van de Filipijnse bodem. Het nationale bodemclassificatieproject begon in 1934 en hij zou er tot aan zijn pensioen mee bezig zijn. In 1960 publiceerde hij een boek over het onderzoek met de titel Twenty-five Years of Soils Work in the Philippines. De resultaten van het project zijn van groot belang geweest voor de lokale suikerrietindustrie. In 1959 was Alicante een van de negen wetenschappers die door president Carlos Garcia werden onderscheiden met een Distinguished Service Star.
Alicante overleed in 1968 op 73-jarige leeftijd. Hij was getrouwd met de Amerikaanse Augusta Evans met wie hij drie kinderen kreeg.